# Costante di dissociazione basica
In chimica, la costante di dissociazione basica è una grandezza che rappresenta, ad una data temperatura, il grado di dissociazione di una base.
Maggiore è la costante, maggiore è la tendenza della base a dissociarsi, maggiore è la sua "forza".
Data la reazione di dissociazione di una generica base BOH:
{\displaystyle {\ce {BOH\leftrightharpoons B^{+}{+}OH-}}}
la costante di dissociazione basica corrispondente viene calcolata come:
{\displaystyle {\ce {K_{b}= {\frac {[B^+][OH^{-}]}{[BOH]}}}}}
in cui le parentesi quadre indicano la concentrazione molare della specie racchiusa tra esse.
I valori delle costanti di dissociazione riportati in letteratura sono convenzionalmente quelli misurati a 20 °C; spesso non vengono riportati i valori delle costanti, bensì i corrispondenti pKb, definiti come:
{\displaystyle {\text{pK}}_{\text{b}}=-\log _{10}{\text{K}}_{\text{b}}}
Per soluzioni sufficientemente diluite di basi deboli, per i quali la concentrazione della specie indissociata {\displaystyle {\text{[BOH]}}} può essere ragionevolmente approssimata con il valore della concentrazione nominale della base {\displaystyle {\text{C}}_{\text{b}}}, il pH è legato alla costante di dissociazione secondo la relazione:
{\displaystyle {\text{pH}}=14+{\frac {1}{2}}(\log _{10}{\text{K}}_{\text{b}}+\log _{10}{\text{C}}_{\text{b}})}
Infatti, ponendo 
{\displaystyle {\ce {[OH^{-}]=[B^+]}}}e {\displaystyle {\ce {[BOH]\simeq C_{b}}}}
si ha che
{\displaystyle {\ce {K_{b}= {\frac {[OH^{-}]^2}{C_{b}}}}}}
da cui
{\displaystyle {\ce {[OH^{-}]={\sqrt {K_{b}C_{b}}}}}}
e
{\displaystyle {\text{pOH}}=-\log _{10}{\sqrt {{\text{K}}_{\text{b}}{\text{C}}_{\text{b}}}}}
Allora
{\displaystyle {\text{pH}}=14-{\text{pOH}}=14+\log _{10}{\sqrt {{\text{K}}_{\text{b}}{\text{C}}_{\text{b}}}}}